# Nadolol
Nadolol (Corgard, Anabet, Solgol, Corzide, Alti-Nadolol, Apo-Nadol, Novo-Nadolol) je neselektivni beta blokator koji se koristi za lečenje visokog krvnog pritiska, migrenskih glavobolja, i bola u grudima.

## Literatura
- Buice RG, Subramanian VS, Duchin KL, Uko-Nne S (1996). „Bioequivalence of a highly variable drug: an experience with nadolol”. Pharmaceutical Research. 13 (7): 1109—15. PMID 8842054. doi:10.1023/A:1016031313065.

## Spoljašnje veze
- Nadolol

|  | Molimo Vas, obratite pažnju na važno upozorenje u vezi sa temama iz oblasti medicine (zdravlja). |